# Призмы Малафеева — Порро
При́зма Малафеева — По́рро (оборачивающая система Малафеева — Порро) — призма БР-180°, расположенная в конфигурации, при которой происходит переворачивание (оборачивание) изображения. Изобретена русским изобретателем-самоучкой О. Н. Малафеевым в 1827 году. Названа в честь Иньяцио Порро, позже переоткрывшим её в Италии в 1850-х годах. Используется в оптических приборах (главным образом биноклях и монокулярах) для смены ориентации (переворачивания) изображения.

## Устройство
Представляет собой изделие из стекла или другого прозрачного оптического материала в форме прямой призмы с равнобедренным прямоугольным треугольником в основании. При обычном использовании луч входит со стороны широкой прямоугольной стороны призмы, дважды испытывает полное внутреннее отражение от малых прямоугольных сторон и выходит через широкую прямоугольную сторону. Поскольку свет входит в призму и выходит из неё приблизительно перпендикулярно поверхности, призма не является дисперсионной — путь света в ней не зависит от длины волны.
Изображение при прохождении призмы отражается зеркально относительно плоскости симметрии, перпендикулярной основанию. Направление хода луча меняется на 180°.
Призмы Порро часто используются парами, образуя призменную систему I или II рода. В системе I рода используются две одинаковые призмы Порро. Вторая призма, повёрнутая на 90° относительно первой, устанавливается таким образом, чтобы луч попадал в неё после выхода из первой призмы. В этом случае изображение, дважды отражённое зеркально относительно двух перпендикулярных плоскостей, оказывается в итоге повёрнутым на 180° вокруг оси распространения света.
Двойная призма Порро часто используется в биноклях для переворачивания изображения, увеличения оптического расстояния между объективом и окуляром при сохранении внешних габаритов, а также некоторого увеличения стереобазы.
Двойная призма Порро может быть изготовлена в виде единого блока или склейки.
Призменная система Порро II рода получила название призма Аббе — Порро. В ней столько же отражающих граней, сколько в призме I рода, но вся система изготавливается из одного куска стекла.
Возможно также использование призмы Порро, аналогичное использованию пентапризмы, например в перископе. В этом случае свет входит и выходит сквозь малые прямоугольные грани, а отражается от широкой прямоугольной грани. Это способ использования не так широко распространён, как описанный выше.